# Coccophagus pseudococci
Coccophagus pseudococci är en stekelart som beskrevs av Compere 1933. Coccophagus pseudococci ingår i släktet Coccophagus och familjen växtlussteklar. Inga underarter finns listade i Catalogue of Life.